# Sijer
Sijer (tiếng Ả Rập: سيجر) là một ngôi làng Syria nằm ở Idlib Nahiyah ở huyện Idlib, Idlib. Theo Cục Thống kê Trung ương Syria (CBS), Sijer có dân số 1697 trong cuộc điều tra dân số năm 2004.